# 卡恩萨希布
卡恩萨希布（Khan Sahib），是印度查谟-克什米尔邦Badgam县的一个城镇。总人口2038（2001年）。

## 人口
该地2001年总人口2038人，其中男性1029人，女性1009人；0—6岁人口238人，其中男113人，女125人；识字率29.15%，其中男性为41.89%，女性为16.15%。